# محوطه دلی مهرجان
محوطه دلی مهرجان مربوط به دوره اشکانیان است و اکنون متعلق به سادات رضا توفیق ایل بهمئی است که معمولا سادات در این منطقه در کنار ایل های بزرگ طیبی و بهمیی هم جوار بودن و سادات نقش مصلحین را دراین منطقه به عهده داشتند .  و در شهرستان لنده، منطقه عشایرنشین دلی مهرجان واقع شده و این اثر در تاریخ ۷ مهر ۱۳۸۱ با شمارهٔ ثبت ۶۲۸۵ به‌عنوان یکی از آثار ملی ایران به ثبت رسیده است.